# Butoniga
 Ovo je glavno značenje pojma Butoniga. Za druga značenja pogledajte Butoniga (razdvojba).
Butoniga je naselje u Republici Hrvatskoj, u sastavu Grada Pazina, Istarska županija. 

## Stanovništvo
Prema popisu stanovništva iz 2001. godine, naselje je imalo 88 stanovnika te 24 obiteljskih kućanstava.
| broj stanovnika | 164   | 170   | 180   | 182   | 182   | 203   |       |       | 183   | 167   | 154   | 117   | 107   | 107   | 88    | 74    | 66    |
|                 | 1857. | 1869. | 1880. | 1890. | 1900. | 1910. | 1921. | 1931. | 1948. | 1953. | 1961. | 1971. | 1981. | 1991. | 2001. | 2011. | 2021. |